# Fujiwara no Akimitsu
Fujiwara no Akimitsu (jap. 藤原 顕光; * 944; † 1021) war ein Beamter aus der einflussreichen Familie Fujiwara während der Heian-Zeit in Japan. Er hatte den Posten eines Ministers zur Linken (Sadaijin) inne. Sein Vater war Fujiwara no Kanemichi.
Akimitsu soll in eine seltsame Geschichte in Verbindung mit seiner Tochter verwickelt gewesen sein. Diese Tochter, Enshi war Frau des Kaisersohnes Koichijō. Als Koichijō eine Tochter von Fujiwara no Michinaga als zweite Frau zu nehmen beschloss, war Enshi sehr verärgert und bat ihren Vater um Hilfe. Die starb kurz danach an Trauer. Akimitsu soll einen buddhistischen Mönch namens Dōman (道満) gebeten haben, Michinaga zu verfluchen. Akimitsu wurde daher auch als Akuryō-safu (悪霊左府), „der safu (alternative Bezeichnung des Sadaijin) mit bösen Geistern“, bekannt.

## Quelle
- Edmond Papinot: Historical and geographical dictionary of Japan. Librarie Sansaisha, Tokyo 1910.

| Personendaten    | Personendaten         |
| ---------------- | --------------------- |
| NAME             | Fujiwara no Akimitsu  |
| ALTERNATIVNAMEN  | 藤原 顕光 (japanisch) |
| KURZBESCHREIBUNG | Beamter               |
| GEBURTSDATUM     | 944                   |
| STERBEDATUM      | 1021                  |